# Zasłonak bladoochrowy

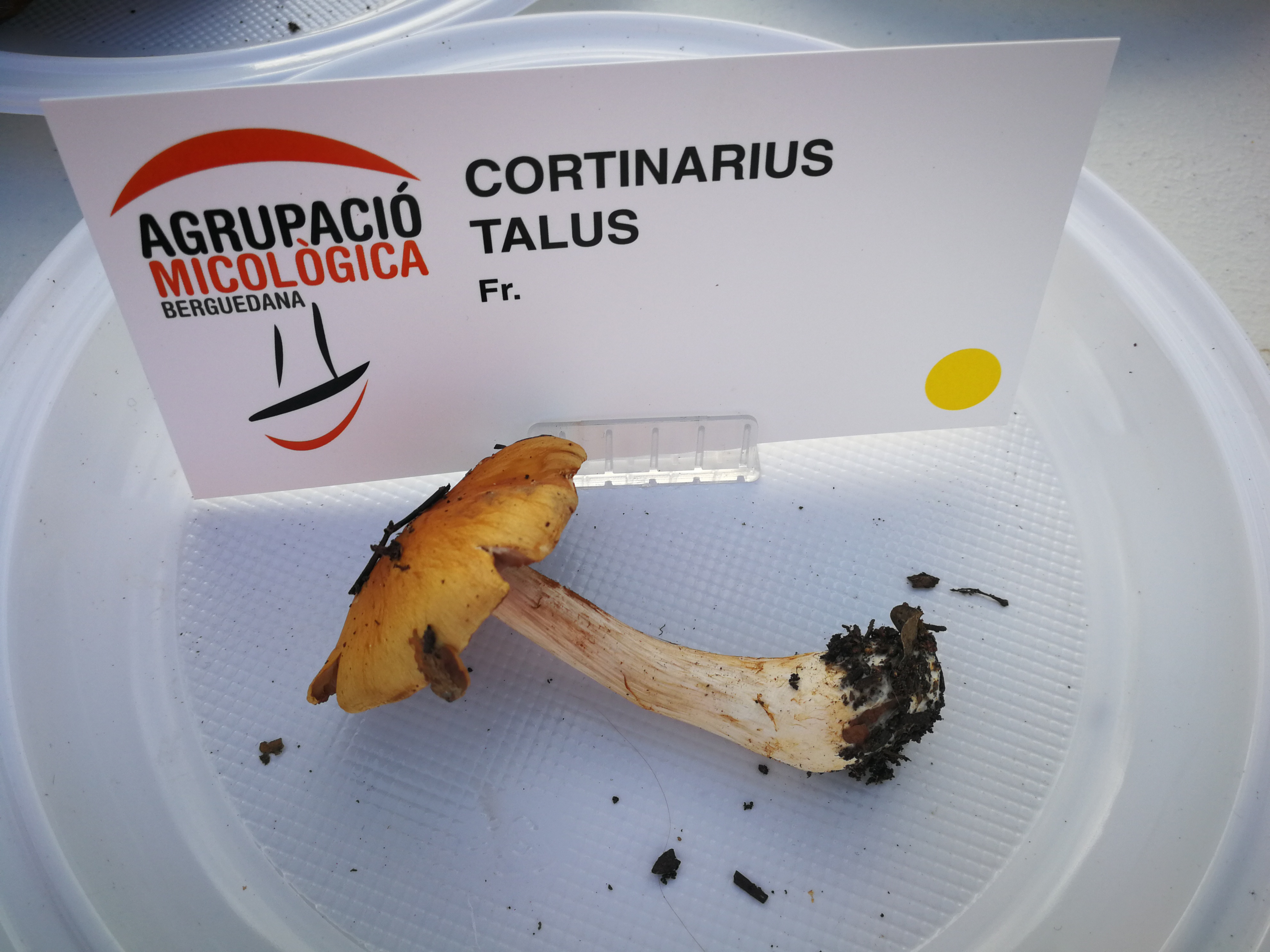

Zasłonak bladoochrowy (Thaxterogaster talus (Fr.) Niskanen & Liimat.) – gatunek grzybów należący do rodziny zasłonakowatych (Cortinariaceae).

## Systematyka i nazewnictwo
Pozycja w klasyfikacji według Index Fungorum: Thaxterogaster, Cortinariaceae, Agaricales, Agaricomycetidae, Agaricomycetes, Agaricomycotina, Basidiomycota, Fungi.
Po raz pierwszy opisał go Elias Fries w 1838 r. W 2022 r. Tuula Niskanen i Kare Liimatainen przenieśli go do rodzaju Thaxterogaster
Ma 11 synonimów. Niektóre z nich:
- Cortinarius melliolens Jul. Schäff. ex P.D. Orton 1960
- Cortinarius ochropallidus Rob. Henry 1936
- Cortinarius ochropallidus var. plumosus Rob. Henry ex Bidaud 2006
- Phlegmacium melliolens Jul. Schäff. ex M.M. Moser 1953
- Phlegmacium ochropallidum (Rob. Henry) M.M. Moser 1960[2]

Polską nazwę zasłonak bladoochrowy lub zasłonak kościany nadał Andrzej Nespiak w 1975 r. Władysław Wojewoda w 2003 r. zaakceptował tę pierwszą. Jest niespójna z aktualną nazwą naukową.

## Morfologia
Kapelusz
Średnica 4–8 cm, początkowo półkulisty, potem kolejno łukowaty, płaskołukowaty i płasko rozpostarty. W stanie wilgotnym bardzo śliski, w stanie suchym błyszczący, nieco pilśniowy. Skórka łatwo odchodzi. Powierzchnia delikatnie promieniście włókienkowata, początkowo jasnoochrowa, potem białokremowa z nieco ciemniejszym środkiem.
Blaszki
Średniogęste, początkowo jasnoochrowe, potemciemniejsze, żółtobrązowe. Ostrza nieco ząbkowane.
Trzon
Wysokość 6–9 cm, grubość 1–1,4 cm, walcowaty z wyraźną bulwą o grubości do 2,5 cm. Powierzchnia w młodych owocnikach górą biała, dołem ochrowobrązowa z resztkami białej zasnówki, w starszych cała jasnoochrowa.
Miąższ
Zazwyczaj biały, bez zapachu i bez wyraźmego smaku.
Cechy mikroskopowe
Zarodniki elipsoidalne, brązowe, drobno brodawkowane, 7–9 × 4–5,5 μm, średnio dekstrynoidalne.
Gatunki podobne
Jest wiele gatunków zasłonaków o podobnej barwie. Zasłonak zmiennokształtny Cortinarius multiformis ma ciemniejszy, bardziej brązowy lub ochrowobrązowy kapelusz, a jego blaszki początkowo są białe, później rdzawobrązowe. Ponadto ma miodowo-słodkawy zapach.

## Występowanie i siedlisko
W Europie jest szeroko rozprzestrzeniony. Podano jego stanowiska także w Ameryce Północnej, Rosji i na Nowej Zelandii. W Polsce do 2003 r. znane były tylko dwa stanowiska; jedno już historyczne (1889), drugie podane przez A. Nespiaka w 1975 r. na Pojezierzu Mazurskim. Według W. Wojewody rozprzestrzenienie tego gatunku i stopień jego zagrożenia w Polsce nie są znane. W 2009 r. nowe stanowisko znalazł Tomasz Ślusarczyk w Gryżyńskim Parku Krajobrazowym. Aktualne stanowiska tego gatunku podaje internetowy atlas grzybów.
Naziemny grzyb mykoryzowy. Występuje w lasach liściastych, głównie pod bukami i dębami, ale czasami także pod brzozą, leszczyną i kasztanem jadalnym. Owocniki od lata do jesieni.